# Nabój 9 × 39 mm

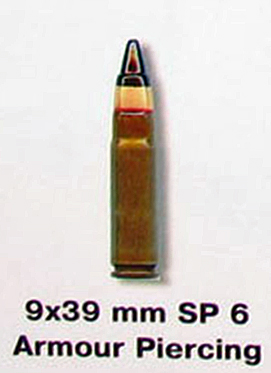
Nabój 9 × 39 mm z pociskiem SP-6, widoczny wystający rdzeń przeciwpancerny

9 × 39 mm – nabój pośredni opracowany w latach 80. XX wieku w Związku Radzieckim.

## Historia konstrukcji
Powodem poszukiwań nowej amunicji do wytłumionej broni strzeleckiej było szerokie stosowanie w Afganistanie kamizelek kuloodpornych, których nie mógł pokonać pocisk US (masa pocisku 12,50 g, masa ładunku miotającego 0,75 g, nabój o zmniejszonej prędkości początkowej pocisku) kalibru 7,62 × 39 mm stosowany w wytłumionych wersjach AK. Zmusiło to władze radzieckie, prowadzące wojnę na terenie Afganistanu, do szukania nowej amunicji o lepszej penetracji osłon osobistych.
Nabój 9 × 39 mm został opracowany przez zespół: konstruktor N.W. Zabielin i technolog Ł.S. Dworianinow na początku lat 80. XX wieku. Początkowo pracowano nad nowym nabojem kalibru 7,62 mm o zwiększonej przebijalności, ale zmiana założeń taktycznych spowodowała porzucenie tego obiecującego kalibru.
Założono, że nabój ma skutecznie razić cele w kamizelce kuloodpornej 6B2 z odległości 400 m. Na podstawie rozszerzonej łuski naboju 7,62 × 39 mm opracowano 9 mm pocisk poddźwiękowy o masie 16g i prędkości początkowej około 300 m/s.

## Wersje
- SP-5 – pocisk o masie 16,0 g (235 granów) z niewielkim rdzeniem stalowym i rdzeniem ołowianym. Opracowany został przez Nikołaja Zabielin jako nabój snajperski 7N33.
- SP-6 – pocisk przeciwpancerny o masie 16,2 g (250 granów) z wystającym z czoła pocisku rdzeniem z węgliku wolframu. Opracowany przez Jurija Folova. Ma dużą zdolność przebijania: 8 mm płyta stalowa na 100 m; 6 mm stali lub 2,8 mm tytanu + 30 warstw kevlaru na 200 metrów lub 2 mm stali na 400 m. Kamizelkę kuloodporną klasy IIIA przebija na 300 m. Pociski te są znacznie droższe i mniej celne niż SP-5.
- PAB-9 – pocisk przeciwpancerny o masie 17,3 g (ok. 255 granów) z rdzeniem stalowym, utwardzanym. Naboje te są tańsze i mniej celne od SP-6.

Nabój ze snajperskim pociskiem SP-5 daje na 100 m skupienie serii 5 pocisków w kole o średnicy 70mm. Teoretyczny zasięg broni wynosi 300–400 m, jednak w praktyce sprowadza się do mniej niż 200 m z uwagi na balistykę ciężkiego i wolnego pocisku – tor lotu jest podobny do pocisku z naboju sportowego „long” kalibru 5,6 mm .22 LR. Uważa się, że zachodnim odpowiednikiem tej amunicji jest .338 Whisper subsonic.
Energia wylotowa pocisku wystrzelonego z karabinka 9A-91 to około 690–700 J. Energia ta jest powoli wytracana – po 400 metrach lotu pocisk zachowuje około 500–510 J energii – z racji dużej masy pocisku. Dla porównania pocisk z naboju 9 × 19 Parabellum typu Winchester +P+ Para ma energię początkową również około 670 J, ale po 200 metrach energia spada do 310 J. Czyli pocisk SP-5 ma dwa razy większą energię po 200 m i trzy razy większy zasięg skuteczny.

## Broń zasilana amunicją 9 × 39 mm
- AS Wał,
- AK-9,
- OC-11 Tiss i Karabin OC-14 Groza
- Karabin SR-3 Wichr i Karabinek 9A91
- WSK-94
- WSS Wintoriez
- AMB-17